# Relazioni bilaterali tra Cina e Corea del Nord
Le relazioni bilaterali tra Cina e Corea del Nord fanno riferimento ai rapporti tra la Repubblica Popolare Cinese e la Repubblica Popolare Democratica di Corea. I due paesi condividono legami storici molto stretti, soprattutto durante la guerra di Corea (1950-1953), durante la quale la Cina, a fianco dell'URSS, fornì aiuti militari (inviando 500 000 soldati) agli alleati comunisti nordcoreani.
Fin dalla guerra di Corea, si è creato un rapporto di interdipendenza asimmetrica, in cui la Cina consente la sopravvivenza economica e politica della Corea del Nord, mentre la Corea del Nord rappresenta per la Cina un partner stabile nella regione.

## Storia
I rapporti tra i due paesi comunisti nacquero a partire dalla resistenza in Corea (guerriglia) e si svilupparono durante la guerra di Corea.
C'è una dose di condiscendenza da parte dei cinesi verso i coreani che rivela una diffidenza reciproca, dietro la dichiarazione ufficiale di "amicizia incrollabile".

### Periodo pre-comunista
I cinesi, durante l'occupazione della Corea del Nord da parte dei sovietici, persero influenza, nonostante la presenza della fazione Yan'an (filo-cinese) nel Partito del Lavoro di Corea. Il confine tra Corea del Nord e Cina restò chiuso fino al 1949.
Durante questo periodo, molti sino-coreani bloccati in Cina parteciparono alla fine della guerra di liberazione cinese. In cambio, la Cina aiutò la Corea del Nord a formare l'Armata del Popolo Coreano.
Con la creazione dei due Stati comunisti nel 1948 e nel 1949, le relazioni diplomatiche furono stabilite molto rapidamente (6 giorni dopo l'istituzione della RPC), tramite la costruzione di una grande ambasciata nordcoreana in Cina a Pechino, nel distretto di Chaoyang.

### Trattato di amicizia, cooperazione e mutua assistenza tra Cina e Corea del Nord
Il Trattato di amicizia, cooperazione e mutua assistenza tra Cina e Corea del Nord fu firmato l'11 luglio 1961, a Pechino, da Zhou Enlai e Kim Il-sung, un mese dopo la firma di un analogo trattato tra RPDC e URSS. Questo trattato entrò in vigore il 10 settembre 1961. Esso prevede una cooperazione pacifica tra le due parti in materia di cultura, economia, tecnologia e altri settori. L'articolo 2 specifica che se uno dei due Paesi venisse attaccato da una nazione o da una coalizione, l'altro debba prendere tutte le misure necessarie per contrastarlo, fornendo assistenza immediata. Questo trattato si rinnova automaticamente ogni 20 anni. L'ultimo rinnovo risale al 2021.
La Cina è il principale partner economico della Corea del Nord; dalla Cina provengono il 90% dell'approvvigionamento energetico, l'80% dei prodotti fabbricati e il 45% dei beni alimentari. Secondo le dogane cinesi, il volume degli scambi con la Corea del Nord rappresenta solo lo 0,1% del commercio estero della Cina (un calo di questo commercio è stato registrato anche nel primo trimestre del 2013, pari al 7,2% in meno in un anno), mentre il volume degli scambi tra Cina e Corea del Sud è in confronto cinquanta volte maggiore.
La Cina ha inoltre espresso crescente preoccupazione su avvenimenti come l'affondamento della Cheonan e il bombardamento di Yeonpyeong, oltre che al programma nucleare nordcoreano.
Fin dal 1993, la Cina ha infatti votato a favore di ciascuna (tranne una in cui si è astenuta nel 1993) delle 12 risoluzioni del Consiglio di sicurezza delle Nazioni Unite su sanzioni più severe contro la Corea del Nord, seppur chiedendo moderazione nelle relazioni intercoreane.
L'influenza politica della Cina sulla Corea del Nord è considerata insignificante; per l'accademico Shi Yninong, "sotto la pressione americana, la Cina ha moltiplicato sempre di più le concessioni, fino a perdere quasi tutti i margini di manovra politica". Riguardo alle rispettive posizioni di Stati Uniti e Cina sul nucleare coreano, il quotidiano cinese Global Times stima che "Cina e Stati Uniti sono d'accordo sulla denuclearizzazione della penisola, ma divergono su come raggiungere questo obiettivo. Washington ritiene che la crisi possa essere risolta imponendo sempre più sanzioni economiche [...] Pechino pensa che questo si possa fare solo attraverso i colloqui".
Il 15 maggio 2013, la China Construction Bank, la Agricultural Bank of China e la Industrial and Commercial Bank of China hanno cessato tutte le transazioni con la Corea del Nord a causa del proseguimento del programma nucleare di quest'ultima. Questa è stata ad oggi la misura più forte presa dal governo cinese contro il suo alleato nordcoreano. Nella provincia cinese di Liaoning, il conglomerato industriale Liaoning Hongxiang, guidato da Ma Xiaohong, funzionario del Partito Comunista Cinese, è sospettato, secondo l'amministrazione americana, di aiutare la Corea del Nord nel suo programma nucleare.
Fino al 2017, i capi di stato Xi Jinping (al potere dal 2013) e Kim Jong-un (al potere dal 2011) non si erano mai incontrati prima. Nel 2018, durante diversi incontri bilaterali, i due hanno formalmente riunione.

## Relazioni economiche
| Anno                                        | 1995    | 1996    | 1997    | 1998    | 1999    | 2000    | 2001    | 2002    | 2003      | 2004      | 2005      | 2006      | 2007      | 2008      | 2009      |
| Volume di scambi commerciali (milioni di $) | 549 646 | 565 652 | 656 021 | 407 750 | 370 356 | 488 053 | 737 457 | 738 172 | 1 023 541 | 1 376 718 | 1 581 234 | 1 699 604 | 1 973 974 | 2 787 278 | 2 680 767 |